# ألباي الجلبي
ألباي الجلبي (بالتركية: Alpay Çelebi) هو لاعب كرة قدم تركي في مركز الدفاع، ولد في 4 أبريل 1999 في درينجه في تركيا. لعب مع كايسري سبور.

## وصلات خارجية
- ألباي الجلبي على موقع اتحاد تركيا (لاعب) (الإنجليزية)
- ألباي الجلبي على موقع قاعدة بيانات كرة القدم.إي يو (الإنجليزية)
- ألباي الجلبي على موقع Soccerway.com (الإنجليزية)
- ألباي الجلبي على موقع عالم كرة القدم.نت (الإنجليزية)